# Ormetjärnen, Bohuslän
Ormetjärnen är en sjö i Tanums kommun i Bohuslän och ingår i Enningdalsälvens huvudavrinningsområde.